# ММР вакцина и аутизам
ММР вакцина и аутизам с краја 20. века доведене је у међусобну везу као могући узрок аутизам код детета, посебно мушког. Тврдње о вези између ММР вакцине и аутизма су детаљно истражене и откривено је да су лажне. Све је почело када је у часопису Ланцет објављен чланак аутора Ендруа Вејкфилда који је тврдио да ММР вакцину (за заушке, мале богиње и рубеоле) треба повезати са колитисом и аутистичким поремећајима.
Кампања коју је Вајкфилд покрену у Ланцету 1998. године, окарактерисана је као можда најштетнија медицинска превара у последњих 100 година. док је Светска здравствена организација сврстала противнике вакцинацији међу десет светских ризика по здравље човечанства. Она је у објављеном закључку (на основу спроведених истраживања) недвосмислено навела да ММР вакцина не повећава ризик од аутизма, да не изазива аутизам код осетљивије деце као и да није ни у каквој вези са случајевима аутизма после вакцинације.
Тачност наводе СЗО потврђују, највећа до сада спроведено истраживање с краја 2010-тих година у Данској, на узорку већем од 650.000 деце, укључујући и 6.517 деце којој је дијагностикован аутизам, рођене између 1997. и 2010. године, којим је доказано да не постоји веза између ММР вакцине и аутизма.

## Историја
Тврдња да постоји веза између ММР вакцина и аутизма се први пут појавила почетком 1990-тих година, а почела је да се шири у фебруару 1998. године, након објављивања контроверзног чланка абдоминалног хирурга Ендруа Вејкфилда у часопису Лансет. Чланак је, на узорку од дванаесторо деце, изнео закључак да ММР вакцина изазива колитис и поремећаје из аутистичког спектра. 
Тврдње у раду су широко прихваћене, што је довело до наглог пада стопе вакцинације у Великој Британији и Ирској. Промоција наводне везе, која се широко наставља у пропаганди против вакцинације, иако је доказана као неоснована, временом је довела до пораста појаве малих богиња и заушки, што је резултирало смрћу и тешким трајним повредама великог броја особа.
Након почетних тврдњи о штетности ММР вакцине из 1998. године урађено је више великих епидемиолошких студија. Прегледи доказа од стране центара за контролу и превенцију болести,  америчке академије за педијатрију, института за медицину америчке националне академије наука,  британске националне здравствене службе,  и библиотеке Кохран  нису нашли везу између ММР вакцине и аутизма.  Лекари, медицински часописи и уредници  описали су поступке Вакефиелда као лажне, јер у поновљеним истраживањима нису добијени исти резултати, и прогласили су га одговорним за већи број епидемије и смртних исхода. 
У Ланцету Вајкфилдов рад је прво, делимично је повучен 2004. године, а потом и потпуно 2010. године, када је Ланцетов главни уредник Ричард Хортон описао чланак као „крајње лажан“ и рекао да је уредништво часописа обмануто.
Иако је рад повучен у 2010. г, још увек га у својим написима и изреченим тврдњама о штетности ММР вакцине цитирају противници вакцинације.

### Истрага новинара Брајана Дера
Истрага новинара Брајана Дера утврдила је да је Ендру Вејкфилд, као аутор оригиналног истраживачког рада који повезује вакцину са колитисом и аутизмом, учинио више кривичних дела, јер је:
- имао више непријављених сукоба интереса,[10]
- манипулисао доказима,[11]
- прекршио друге етичке кодексе.

Брајана Дер је 2011. године у Британском медицинском часопису пружио додатне информације о Вејкфилдовим неправилним истраживачким поступцима, и у потписаном уводнику оригинални Вајфилдов рад описао као лажан. 

### Кажњавање виновника
Ендру Вејкфилда је у мају 2010. године Генерално лекарско веће прогласио кривим за озбиљно професионално кршење закона и искључен је из Медицинског регистра, што значи да више није могао да ради као лекар у Великој Британији. Научни консензус је да не постоји веза између ММР вакцине и аутизма и да користи вакцине знатно превазилазе њене потенцијалне ризике.

## Последице
Свет
Последице кампање против ММР вакцине су поразни на основу броја епидемија малих богиња широм света, које су само у прва два месеца 2019. године порасле за 300% До априла 2019. године, према подацима СЗО, у 170 земаља забележено 112.163 случаја, док је 2018. године у 163 земље било 28.124 случаја. У пројекту који води Лондонска школа за хигијену и тропску медицину установљено је да је током 2018. године дошло до све већег колебања у броју вакцинисане деце у Чешкој Републици, Финској, Пољској и Шведској.
Једно од 1.000 деце с малим богиње добија енцефалитис или запаљење мозга што може довести до конвулзије и оставити дете без чула слуха или с тешкоћама у менталном развоју, а једно до двоје деце и умире од малих богиња.Пре него што је вакцина за мале богиње постала доступна 1963. године, од те болести умирале суз стотине, док је хоспитализовано 48.000 људи сваке године.
Африка
Афрички регион, који је мање покривен вакцинисањем од других делова света, имао је највећи пораст у односу на 2018. годину - 700 одсто. Уницеф је, саопштио да је 2018. године 98% земаља имало већи број случајева малих богиња него претходне.
Сједињене Америчке Државе
У Сједињеним Америчким Државама, према подацима америчког Центра за контролу и спречавање болести (ЦДЦ), у априлу 2019 регистровано је са 90 нових случајева, што је забележен највећи недељни пораст у години, и указују да је један од разлог велике појаве малих богиња у 2019. години - моћ анктиваксерског покрета.

Већина случајева обољевања малим богињама у САД је у Њујорку, посебно међу ултраортодоксним Јеврејима. Како би зауставили ову појаву здравствени званичници у Њујорку, су априла 2019. саопштили да ће се у четвртима захваћеним болешћу, свако ко није вакцинисан на мале богиње или не може показати потврду о имунизацији, суочити с казном од 1.000 долара. Према писању CNN 
Моћни гласачки блок - ултраортодоксна јеврејска заједница - успео је у Њујорку да направи засебан систем градских услуга са сопственим амбулантама, школским аутобусима и полицијом, указује Политико, додајући да је та издвојеност упарена с појавом малих богиња у Европи и Израелу - популарним дестинацијама хасидских Јевреја – довела до тога да је било питање времена када ће се вирус отргнути контроли.

### Дугорочне последице малих богиња
Наставак раста броја оболелих од малих богиња је додатно појачао забринутост због дугорочних последица — према писању Волстрит џурнала, „научници кажу да би та болест могла бити штетнија него што се веровало.”
Епидемија малих богиња у САД 2019. године је последња у низу епидемија у развијеним земљама, где је, услед више стопе вакцинација и приступа здравственим услугама, умирање од малих богиња неуобичајено. То указује да, поред последица почетне инфекције, постоји и забринутост због дугорочних последица по здравље оболелих. Како преноси Волстрит џурнал наводе истраживача: 
Вирус може оставити имуни систем у привременом стању амнезије, чиме тело остаје без одбране пошто не може да се сети и ефективно нападне уљезе као раније. Губитком памћења имуног системе тело може бити изложено озбиљнијим инфекцијама две до три године, док поново не научи како да се брани од напада.
Стручњаци наводе да истраживања о амнезији имуног система би могла да објасне налазе који сугеришу да вакцинација за мале богиње смањује ризик од других инфекција, на шта указује студија у часопису Сајенс према којој је са смањењем обољевања од малих богиња после увођења вакцина, такође смањено умирање деце од других инфективних болести.
Свему овоме, према наводим истраживача Андерса Вида, објављеним у стручном часопису Анали интерне медицине, „теорија по којој вакцине узрокују аутизам упорно опстаје, и да је покрет против вакцинисања у последњих 15 година ојачао”, што погодује појави епидемија малих богиња широм света.